# Netduino
Netduino — відкрита апаратна обчислювальна платформа, що базується на .NET Micro Framework і використовує 32-бітові мікроконтролери ARM. Плати Netduino (за винятком варіантів Mini і Go) сумісні з більшістю зовнішніх плат розширення («щитів» / англ. «schields») для Arduino.

## Модифікації

### Netduino Plus 2
- Процесор: 32-розрядний мікроконтролер ARM STM32F405RG з ядром Cortex-M4, частотою 168 МГц;
- Пам'ять: 384 кБ незалежної Flash-пам'яті і 100 кБ оперативної пам'яті, є можливість підключення карт Micro-SD до 2 ГБ;
- Периферія: 4 послідовних порти, 6 каналів ШІМ, 12-бітний АЦП.

## Програмне забезпечення
Як основне середовище розробки Netduino використовує Microsoft Visual Studio для Windows. Для роботи необхідна SDK .NET Micro Framework і SDK, що розробляється виробником Netduino. Існує можливість програмування пристроїв з віртуальних машин Windows, що працюють на системах Parallels, VMware Fusion і Oracle VirtualBox. Є експериментальна підтримка роботи під MacOS і Linux (Mono).